# The Phantom Broadcast
The Phantom Broadcast ist ein Tonfilm aus dem Jahr 1933, der auf der Erzählung Phantom of the Air von Tristram Tupper basiert. Dieser schrieb auch das Drehbuch des Films.

## Handlung
Der Radiosänger Grant Murdock hat eine große Gemeinde meist weiblicher Fans und genießt dies auch. Zweimal täglich tritt er live im Rundfunk auf. Besucher der Radiostation können ihn dabei in seinem Studio durch eine Glasscheibe bewundern. Der Vorhang vor diesem Studio ist stets halb vorgezogen, so dass sein Begleiter am Piano und Manager, Norman Wilder, den Augen des Publikums verborgen bleibt. Dies hat einen guten Grund: Grant Murdock singt eigentlich gar nicht, sondern bewegt nur seinen Mund synchron zu dem Wilders, der nicht nur am Klavier begleitet, sondern zugleich auch singt. Offenbar ist es zu diesem Deal gekommen, weil Wilder, der eine Rückgratverkrümmung und eine Gehbehinderung hat, sich nicht so gut vermarkten lässt wie Murdock.
Obwohl dieser in den Augen des Publikums die Berühmtheit ist, geht die junge Laura Hamilton eines Tages zu Wilder zum Vorsingen. Dieser erklärt, ihre Stimme sei ausbaufähig und eine große Karriere sei ihr möglich, sie müsse sich aber zwischen der Liebe zu Dr. Brooks und der Gesangsausbildung entscheiden, beides zugleich sei unmöglich. Hamilton ist darüber sehr unglücklich und braucht erst Bedenkzeit. Wilder, gerührt von der jungen Frau, stellt fest, dass es wohl ein Fehler war, Murdock seine Stimme zu überlassen.
Murdock selbst trifft Miss Hamilton im Flur des Hauses und macht Bekanntschaft mit ihr, indem er sie anstößt und sich dann entschuldigt. Bei dem Manöver fällt ihr Puderdöschen, das mit Laura Hamiltons Initialen geschmückt ist, zu Boden und der Spiegel darin geht zu Bruch. Murdock steckt das Döschen ein und bietet Ersatz an. Er verabredet sich in Anwesenheit Wilders, der ihn beschwört, die junge Frau in Ruhe zu lassen, telefonisch mit Miss Hamilton und bestellt sie in seine Wohnung. Den Pianisten, der dieses Telefonat verhindern will, stößt er dabei grob beiseite. Wilder versucht vor diesem Termin Miss Hamilton anzurufen, erreicht sie aber nicht. Er macht sich zur Wohnung Murdocks auf.
Dort hat sich mittlerweile ein Drama abgespielt: Murdocks Freundin hat in dessen Tasche Laura Hamiltons Puderdöschen entdeckt und ist eifersüchtig geworden. Es kam zum Streit und Murdock hat sie aufgefordert, ihre Sachen zu packen und zu gehen. Sie hat auch angekündigt, ihn zu verlassen, aber gleichzeitig zur Schusswaffe gegriffen. Als Wilder eintrifft, findet er Murdock tot vor; unter einer seiner Hände liegt Miss Hamiltons Puderdöschen. Wilder folgert daraus, dass Miss Hamilton den angeblichen Sänger erschossen hat. Schockiert ruft er die Polizei an und gibt an, er selbst habe Murdock getötet. Kurz darauf trifft Miss Hamilton nichtsahnend am Ort der Verabredung ein. Wilder, der die Polizei erwartet, öffnet ihr die Tür. Er erfährt von Miss Hamilton, dass diese noch nie zuvor in Murdocks Wohnung war und das Puderdöschen nicht selbst dort zurückgelassen hat. Den Tod Murdocks versucht er vor ihr zu verbergen, doch sie sieht in einem Spiegel die am Boden liegende Leiche und erfährt, dass Wilder sie verdächtigt und zu decken versucht hat. Er beschwört sie, zu verschwinden, bevor die Polizei eintrifft. Sie zögert, verlässt dann aber tatsächlich noch rechtzeitig das Haus. Wilder entflieht über die Feuertreppe aufs Dach und wird dabei angeschossen, entkommt aber der Polizei. Überall gilt er nun als Mörder des Sängers; als Motiv wird Eifersucht angenommen. Nur sein Fahrer Sandy widerspricht diesen Gerüchten, wird aber nicht ernst genommen.
Die Bluttat und der Stand der Ermittlungen werden auch übers Radio bekanntgegeben. Plötzlich stellt man im Rundfunkhaus fest, dass Murdocks Studio besetzt ist und jemand von dort auf Sendung geht. Es ist Wilder, der sich offenbar unbemerkt dorthin begeben hat und nun am Flügel sitzt und ein Abschiedslied singt – zum ersten Mal bei offenem Vorhang. Die Radiohörer sind geschockt, da sie glauben, die Stimme des Ermordeten zu hören, und eilen ins Rundfunkhaus; auch die Polizei trifft dort ein, ebenso Laura Hamilton und Dr. Brooks. Der Schwerverletzte sinkt, nachdem er das Lied beendet hat, vom Klavierhocker und stirbt in Sandys Armen, nicht ohne Laura Hamilton noch zu sagen, er habe sich geirrt und Musik und Liebe seien doch miteinander zu vereinen. Die Mörderin kommt ungeschoren davon.

## Verbreitung und Rezeption
Der Film kam am 15. März 1933 in den USA in die Kinos, am 22. Oktober 1935 in Dänemark und in Großbritannien am 5. Februar 1940. In Dänemark lief er unter dem Titel Radioens mystiske stemme, in Italien als Il mistero della radio. In den USA hatte er den Arbeitstitel False Fronts und wurde auch als Phantom of the Air verbreitet. Im Fernsehen wurde er erstmals 1950 ausgestrahlt.
Die Kritiken waren überwiegend positiv. Im Motion Picture Herald war etwa zu lesen, es handele sich um „an intensely interesting melodrama“, und in The Billboard stand: „Monogram's film of a musical Cyrano who creates something of a Frankenstein is definitely above-average screen entertainment.“ Drehbuch und Regie seien exzellent. Der Hollywood Reporter bezeichnete den Film als „the best independent picture from every point of view that he has seen in many a day“. Ralph Forbes, der die Hauptrolle spielte, bekam auch eine Rolle in dem Film The Avenger von 1933, der ebenfalls auf einem Werk Tristram Tuppers basierte.

## Musik
Bernard B. Brown, der zusammen mit Norman Spencer die Filmmusik zu Texten von George Waggner schuf, war Toningenieur bei Universal Pictures und gewann 1940 einen Oscar für When Tomorrow Comes. Wer der Sänger war, der Norman Wilder in The Phantom Broadcast seine Stimme lieh, ist unbekannt.